# Paulinus von Antiochia (Märtyrer)

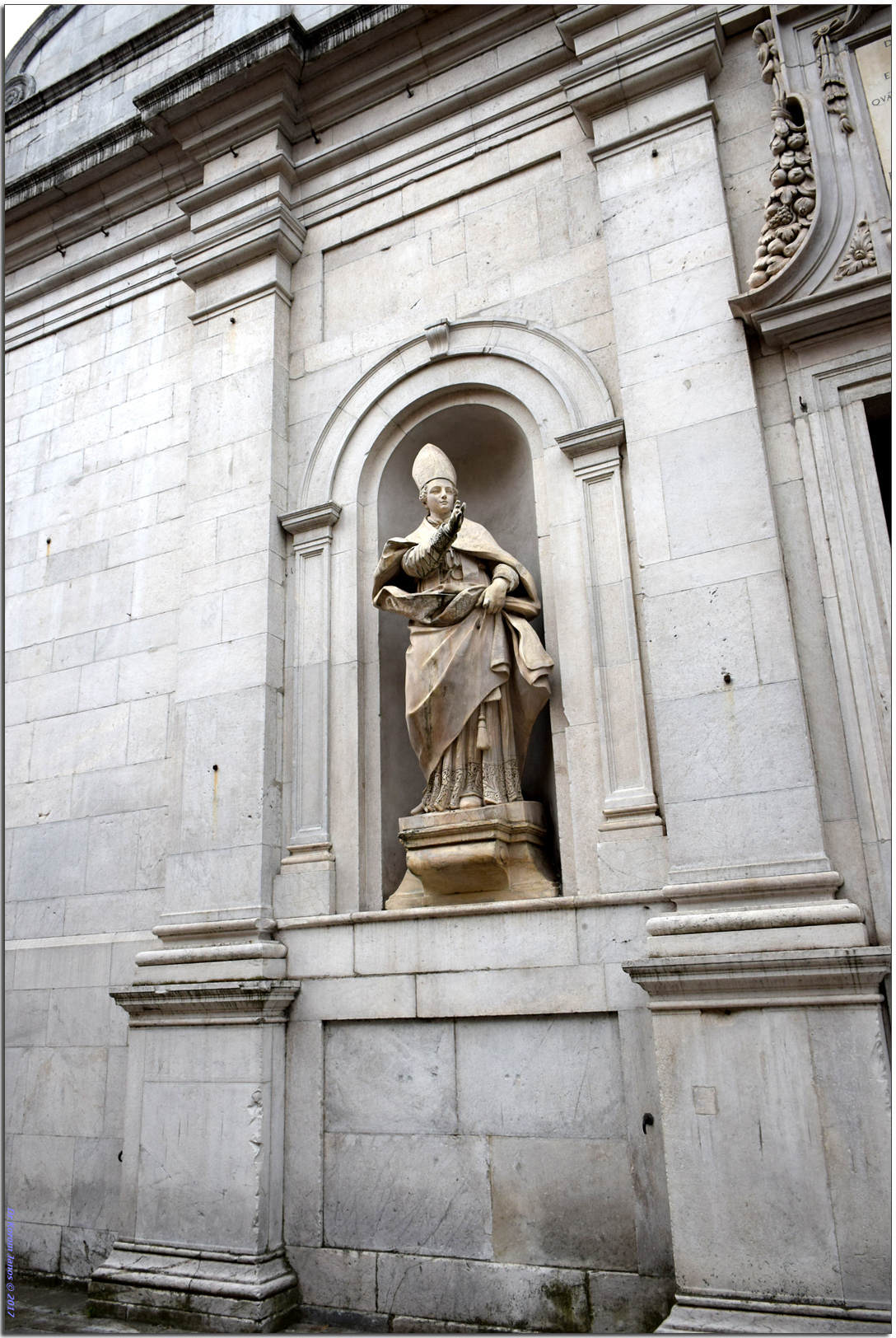
Paulinus an der Fassade San Paolino in Lucca

Paulinus von Antiochia war Bischof von Lucca und erlitt während der Christenverfolgung unter Kaiser Nero um 67 n. Chr. das Martyrium. Historische Quellen über sein Leben, Wirken und Sterben sind nicht vorhanden.
Der Überlieferung nach begleitete Paulinus den Apostel Petrus von Antiochia nach Rom und wurde von diesem zum Bischof von Lucca geweiht. Nachdem Paulinus dort zahlreiche Menschen bekehrt hatte, ließ Nero ihn gefangen nehmen und den wilden Tieren in der Arena vorwerfen; diese konnten ihm allerdings nichts anhaben. Erst nach weiteren Foltern starb Paulinus. Die Christen Antonius und Valerius nahmen sich der Leichname des Paulinus und der mit ihm hingerichteten Severus und Theobaldus an und bestatteten sie ehrenvoll in Lucca. Valerius wurde Nachfolger des Paulinus als Bischof von Lucca.
Paulinus wird erstmals 1197 in einer Inschrift erwähnt. Am 15. Juni 1261 wurde einem Bruder Jacobus durch eine Erscheinung offenbart, dass der Leib des hl. Paulinus in einer Kirche begraben liege; der Bruder solle für die Erhebung der Reliquien Sorge tragen. In der Kirche wurde tatsächlich die Inschrift „Hier ruht der Leib des sel. Paulinus, des ersten Bischofs von Lucca und Schülers des Apostels Petrus, und der hl. Severus und Cheobaldus“ gefunden. Die Kirche wurde daraufhin Paulinus gewidmet, der fortan als Schutzpatron von Lucca verehrt wurde. 1539 wurde die neue Kirche San Paolino fertiggestellt. Sein Gedenktag ist der 12. Juli.